# Légats pontificaux à Avignon

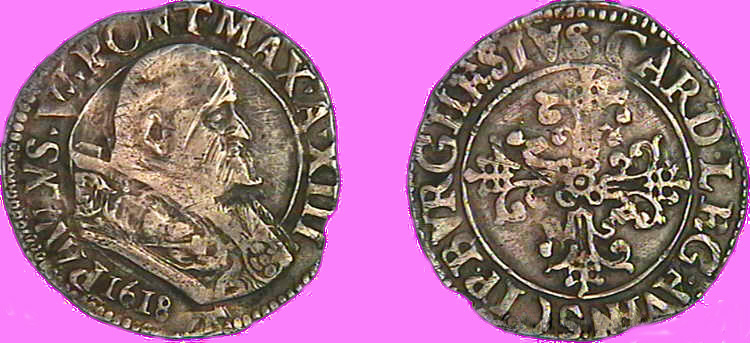
Scipion Borghèse, cardinal légat d'Avignon

Les légats pontificaux gouvernèrent Avignon à partir de 1433.
Ils furent assistés, de manière permanente à partir de 1542, par des vice-légats, qui exercèrent de plus en plus de responsabilités.
En 1691, la fonction de légat d'Avignon fut supprimée. Les vice-légats administrèrent seuls la cité, et ce jusqu'au rattachement d'Avignon à la France (1791).

## Les légats à Avignon
Après un conflit entre le pape Eugène IV et le concile de Bâle pour savoir qui aurait en charge Avignon, un compromis intervint pour désigner le cardinal Pierre de Foix.
Ces tergiversations irritèrent Avignonnais et Comtadins. Ce qui contraignit le cardinal à arriver à la tête d'une armée pour mâter la révolte. Les Comtadins cédèrent en mai 1433 et Avignon capitula le 8 juillet après un siège de deux mois. Le nouveau gouverneur put alors s'installer au palais des papes. Ce fut là, le 24 novembre 1433, qu'il reçut du pape la bulle le nommant légat a latere avec juridiction sur les pays de langue d'oc. 
Le conflit entre le pape de Rome et les pères conciliaires s'envenimant, en 1436, il fut un moment question que le concile quitta Bâle et vint tenir ses assises à Avignon. La rupture fut parachevée quand le duc de Savoie, Amédée VIII, fut élu pape. Son intronisation eut lieu dans la cathédrale de Lausanne, où il fut couronné le 23 juillet 1440 et prit le nom de Félix V. Ses envoyés tentèrent de soulever la ville d'Avignon le 15 septembre mais leur tentative échoua. 

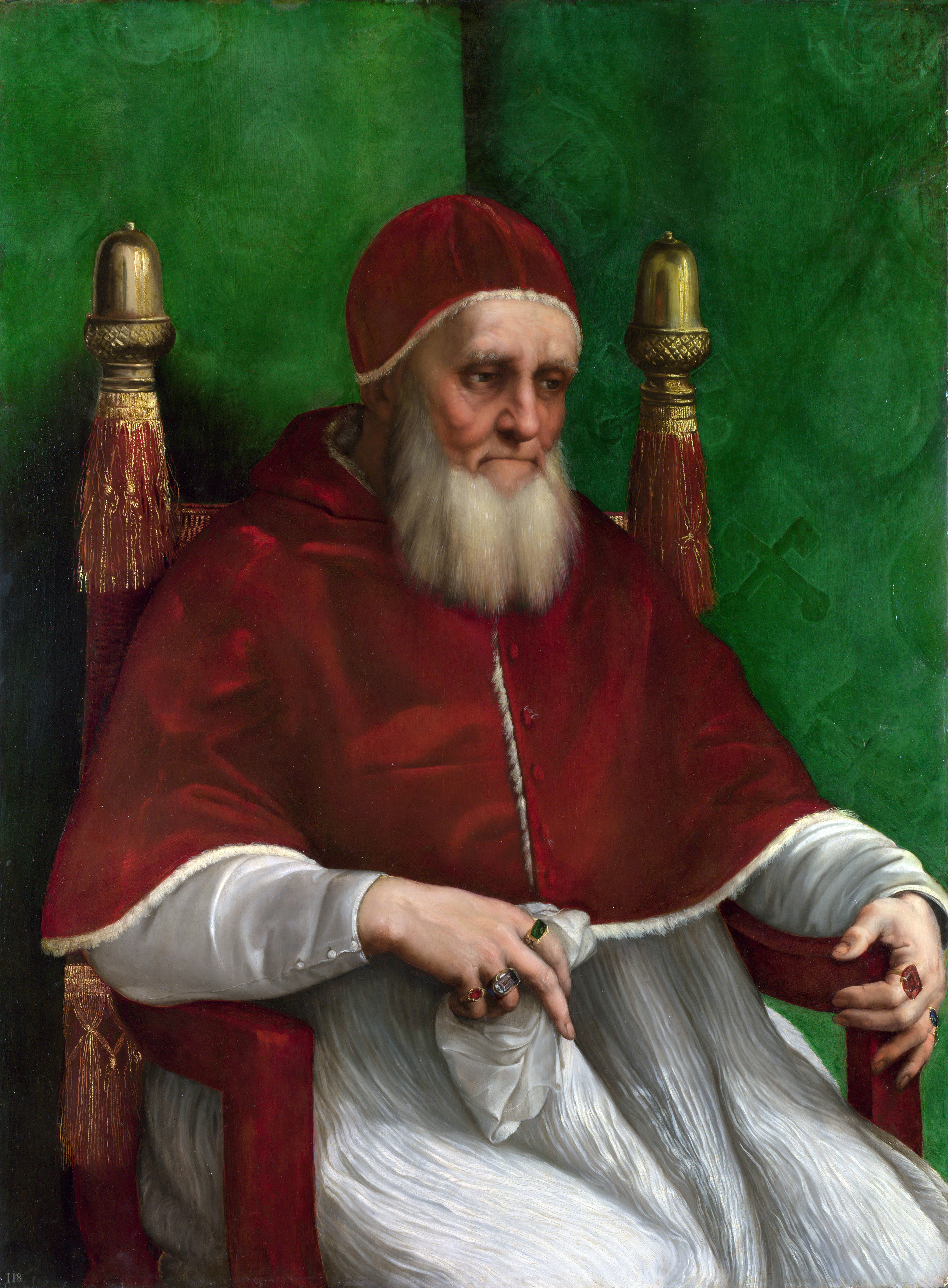
Le légat Julien de la Rovère, devenu le pape Jules II

À Avignon, le cardinal de Foix fut à la fois un administrateur avisé et un grand seigneur qui dépensa sans compter. Il décéda le 13 décembre 1464 et ses héritiers ne se résolurent à rendre le palais des papes qu'en mars 1465. 
Louis XI insista alors auprès du Vatican pour faire nommer un prélat de sa famille à la légation d'Avignon. Si Paul II s'y refusa, son successeur, Sixte IV, accepta d'en confier la charge à Charles de Bourbon, archevêque de Lyon. Le 2 avril 1472, il reçut les pouvoirs mais non le titre de légat et fut révoqué le 21 février 1476. Ce qui permit au pape de nommer légat son neveu, Julien de la Rovère, pour lequel l'année précédente, il avait élevé l'évêché d'Avignon au rang d'archevêché. 
Furieux, Louis XI décida d'intervenir militairement le 30 avril 1476 pour réinstaller son cousin au palais des papes. Si l'affaire put se régler diplomatiquement, cela n'empêcha point le roi de France de diriger quelques compagnies de routiers soudoyées par ses soins piller Avignon et le Comtat. 
Mais le futur Jules II se révéla aussi fin tacticien qu'administrateur éclairé. Ce fut lui qui créa en 1476 le célèbre Collège du Roure, révisa en 1481 les statuts municipaux et qui, après s'être opposé au pape Alexandre VI, en 1494, et être rentré en grâce un an plus tard, reçut magnifiquement César Borgia, le fils du pape, dans son palais d'Avignon. Il fut élu pape le 1er novembre 1503. 
C'est à lui que l'on doit la première vraie restauration du Palais après le départ définitif des papes et antipapes. 
Après Julien de la Rovère furent en charge les cardinaux Georges d'Amboise (1503-1510) et Robert Guibé (1510-1513). Leur successeur le cardinal François Guillaume de Castelnau de Clermont-Lodève (1503-1541) est entré dans l'histoire avignonnaise pour avoir reçu à six reprises François Ier au palais des papes. Le roi de France vint une première fois en février 1516, au retour de Marignan, puis lors de la première invasion de la Provence par les troupes de Charles Quint, où il fut reçu le 14 septembre 1526 par le légat. Il fit un nouveau séjour en août 1533, alors qu'il se rendait à Marseille pour rencontrer Clément VII. 
Ce fut à l'issue de ces trois premières visites que le roi fit publier des lettres patentes, en février 1535, accordant aux Avignonnais le statut de « régnicole », c'est-à-dire sujets du roi. Il revint à nouveau le 12 septembre 1536 lors de la seconde invasion de la Provence par Charles Quint, puis les 14 et 15 décembre 1537 et enfin les 13 et 15 mai 1538. 

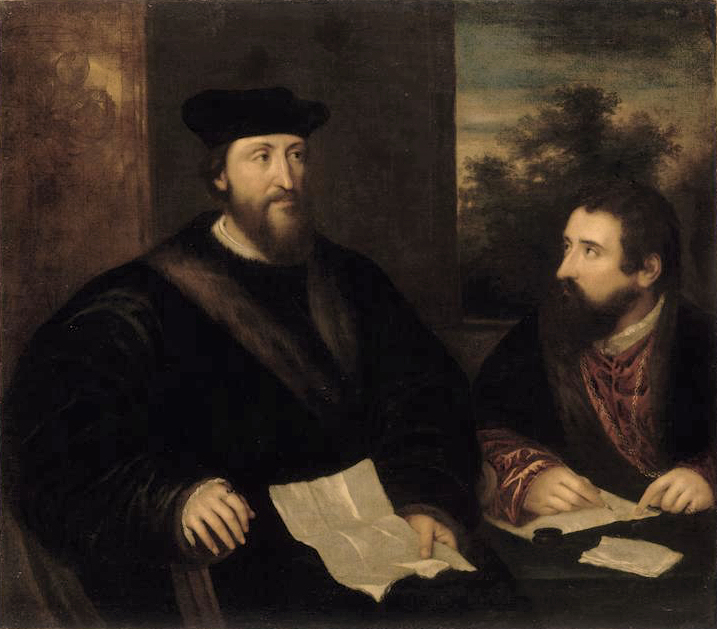
Le cardinal Georges d'Armagnac, colégat d'Avignon, et son secrétaire Guillaume Philandrier par Titien

Ensuite la légation revint au cardinal Alexandre Farnèse (1541-1565), archevêque d'Avignon et neveu du pape Paul III. Il ne résida pas et délégua ses pouvoirs à des vice-légats. Sa seule visite eut lieu en 1533 pour se rendre à Avignon et Carpentras. Pour lutter contre les religionnaires, en 1561, Pie IV dut envoyer son cousin Fabrice Serbelloni. Le Capitaine pontifical avait mission de défendre Avignon et le Comtat contre l'hérésie. Il s'en acquitta tant par les armes qu'en proscrivant la Réforme dans l'ancienne cité papale. Il transforma le palais des papes en prison pour les hérétiques et, en 1562, fit décapiter sur la place du palais, Jean-Perrin Parpaille, fils d'un ancien primacier de l'Université d'Avignon. 
Cousin du roi Charles IX et nouveau légat, le cardinal Charles de Bourbon (1565-1590) ne résida pas non plus et se fit remplacer par un colégat en la personne du cardinal Georges d'Armagnac (1565-1585). Celui-ci transforma Avignon en bastion de la Contre-Réforme. En 1566, il mit notamment en place un tribunal de la Rote, calqué sur celui de Rome, qui jugea toutes les affaires ecclésiastiques, civiles et criminelles. Il fut remplacé par Dominique Grimaldi (1585-1589), ancien général des galères pontificales à Lépante. Ce prélat guerrier participa lui-même sur le terrain à la lutte contre les protestants.

## Liste des légats pontificaux à Avignon (XVe–XVIIesiècle)
- 1433-1464 : Pierre de Foix, cardinal (1409), archevêque d'Arles de 1450 à 1463.
- 1464-1472 : siège vacant
- 1472-1476 : Charles de Bourbon, archevêque de Lyon de 1447 à 1488, cardinal en 1476.
- 1476-1503 : Giuliano della Rovere (futur pape Jules II), également archevêque d'Avignon pendant la même période.
- 1503-1510 : Georges d'Amboise
- 1510-1513 : Robert Guibé
- 1513-1541 : François Guillaume de Castelnau de Clermont-Lodève
- 1541-1565 : Alexandre Farnèse, cardinal (1534), légat du 13 mars 1541 au 13 avril 1565.
- 1565-1585 : Charles de Bourbon, archevêque de Rouen de 1550 à 1590 et cardinal (le cardinal de Bourbon, célèbre pour avoir été proclamé roi de France sous le nom de Charles X par les partisans de la Ligue); Georges d'Armagnac, colégat.
- 1585-1590 : Charles de Bourbon, seul
- 1590-1593 : siège vacant
- 1593-1601 : Octave d'Acquaviva
- 1601-1607 : Cinzio Passeri, cardinal Aldobrandini
- 1607-1621 : Scipione Caffarelli-Borghese, cardinal Borghèse
- 1621-1623 : Louis Ludovisi
- 1623-1633 : Francesco Barberini
- 1633-1644 : Antoine Barberini
- 1644-1650 : Camille Pamphili
- 1650-1654 : Camille Astalli
- 1654-1657 : siège vacant
- 1657-1668 : Flavio Chigi
- 1668-1670 : Jacques Rospigliosi
- 1670-1677 : Paluzzio Paluzzi, cardinal Altieri
- 1677-1690 : Alderano Cibo
- 1690-1691 : Pierre Ottoboni

## Portraits

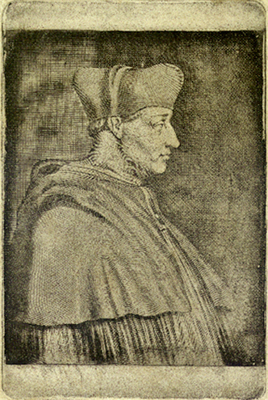
Georges d'Amboise, cardinal-légat d'Avignon
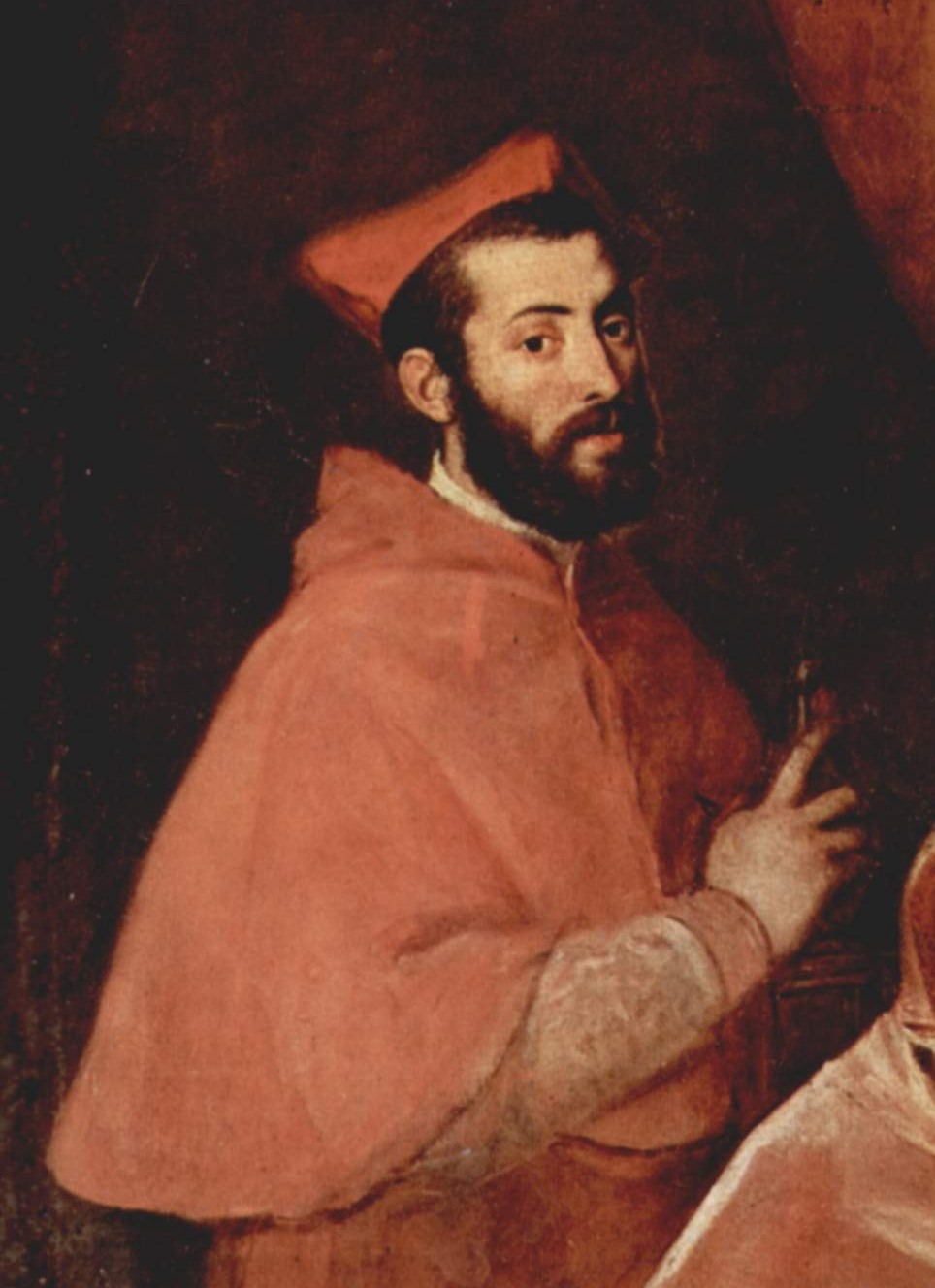
Alexandre Farnèse, cardinal-légat d'Avignon
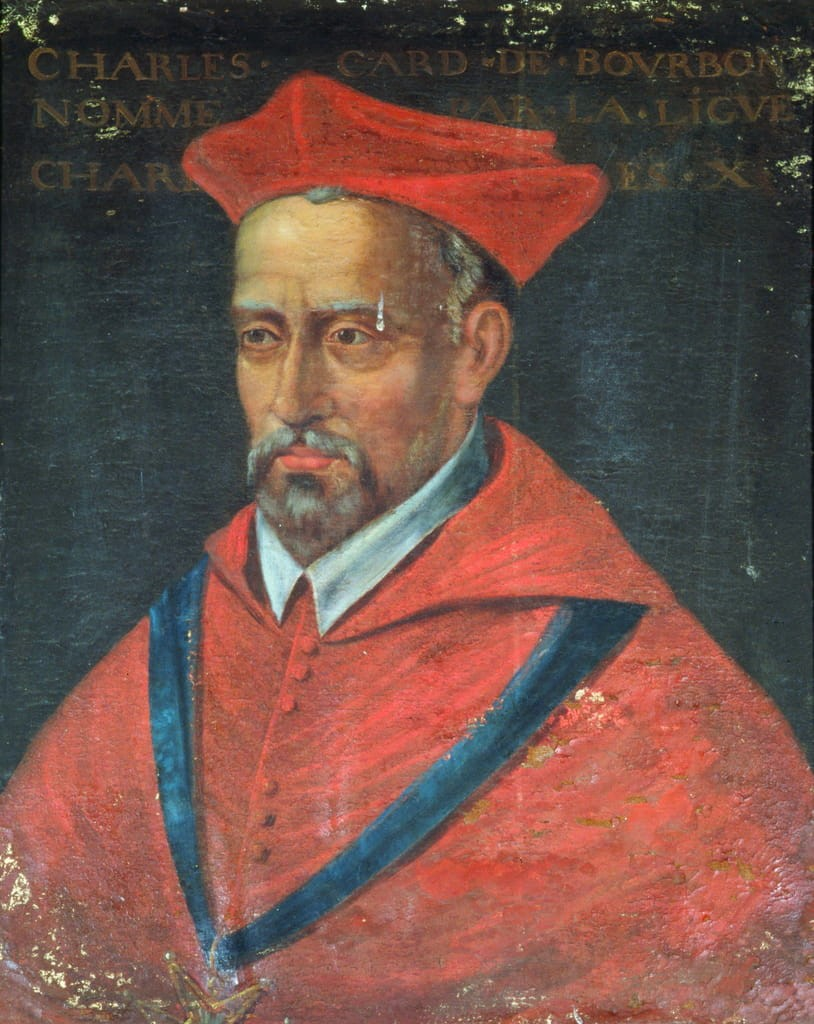
Charles de Bourbon, cardinal-légat d'Avignon
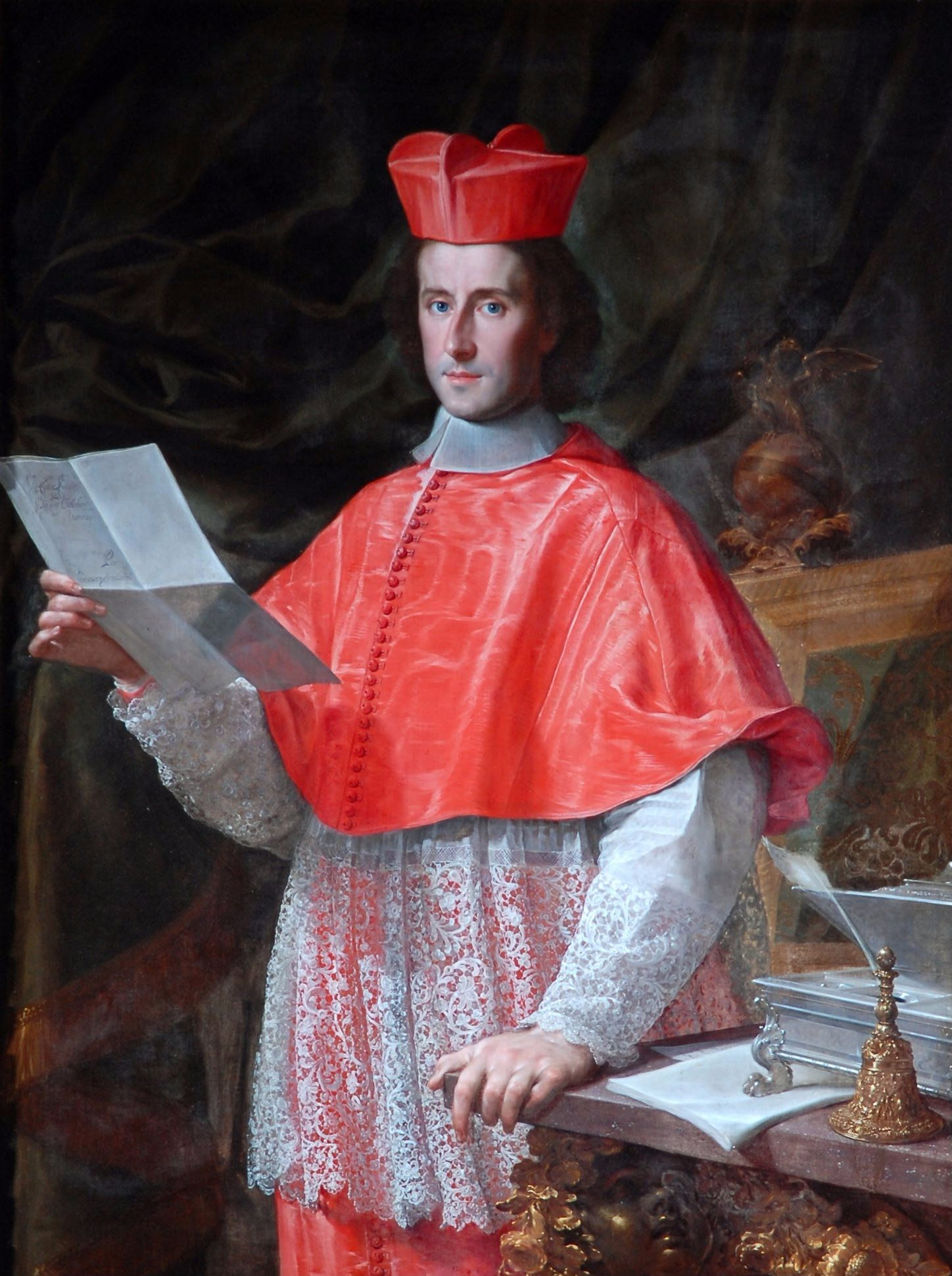
Pierre Ottoboni, dernier cardinal-légat d'Avignon